# Keita Kosugi
Keita Kosugi (en japonés: 小杉啓太; Kamakura, 18 de marzo de 2006) es un futbolista japonés que juega de defensa y su equipo es el Djurgårdens de la Allsvenskan de Suecia.

## Carrera
De las canteras del Shonan Bellmare, hizo un periodo de prueba en Djurgårdens. Para el 22 de marzo de 2024 firmar un contrato de cuatro años. El 12 de mayo de 2024 hizo su debut profesional contra el Elfsborg, entrando desde el banquillo.

## Carrera internacional
Ha representado a Japón en las categorías sub-17, sub-19 y sub-20.